# Aura (műhold)
Az Aura (D2–B) francia tudományos műhold.

## Küldetés
A Nap és a csillagok vizsgálata.

## Jellemzői
Gyártotta a SEREB (Société pour l'étude et la réalisation d'engins balistiques) és a Matra, üzemeltette a Francia Űrügynökség (CNES).
Megnevezései: Aura; Diamond (D2–B); COSPAR: 1975-092A; Kódszáma: 8332.
1975. szeptember 27-én a Guyana Űrközpontból egy Diamant–B (BP.4) hordozórakéta juttatta magas Föld körüli pályára (HEO = High-Earth Orbit). Az orbitális egység pályája 96,8 perces, 37,7 fokos hajlásszögű, elliptikus pálya perigeuma 499 kilométer, az apogeuma 723 kilométer volt.
Egy tengelyesen a Nap irányában forgással stabilizált űreszköz. Tömege 110 kilogramm. A mért adatokat rögzítette, majd a vevőállomásokra továbbította.
Műszerei (ultraibolya):
1. spektrofotométer a Nap kromoszféra és a napkorona vizsgálatára (17,0-131,5 nm)
2. spektrofotométer a csillagok sugárzásának (csillagászati színképosztályozás) mérésére (70-200 nm)
3. csillagászati fotométer a csillagokat sugárzásának (csillagászati színképosztályozás) mérésére (200-510 nm)

1982. szeptember 30-án 2560 nap (7,01 év) után belépett a légkörbe és megsemmisült.

## Külső hivatkozások
- AURA. lib.cas.cz. [2013. október 13-i dátummal az eredetiből archiválva]. (Hozzáférés: 2014. február 8.)